# 太刀川英輔
太刀川 英輔（たちかわ えいすけ、1981年 - ）は、日本のデザイナー。デザインアクティビスト・デザインストラテジスト。
ソーシャルデザインファームNOSIGNER代表
JIDA（公益社団法人 日本インダストリアルデザイン協会）理事長
WDO(World Design Organization) 理事
慶應義塾大学大学院SDM 特任教授

## 人物・来歴
横浜市出身。2003年法政大学工学部建築学科卒業。2006年慶應義塾大学大学院理工学研究科修士課程修了。隈研吾研究室に在学中、あえて個人名は出さずNOSIGNERとして活動。2011年3月の東日本大震災復興支援のためのOLIVEプロジェクトとともに個人名を明かし、社会や未来に役立つデザインのみを手掛けるデザインファームを標榜するデザイン組織NOSIGNERを設立。ブランディング、商品企画、グラフィック、パッケージ、建築、空間デザインなど複数の領域にわたるトータルディレクションを行う。2021年に著書『進化思考』で山本七平賞を受賞（なお、同書は『進化思考批判集』において、生物学的に不正確な記述が多く疑似科学であると指摘されている）。同年、JIDA（公益社団法人 日本インダストリアルデザイン協会）の理事長に史上最年少で就任。

## 略歴
- 2003年 - 法政大学工学部建築学科卒業
- 2006年 - 慶應義塾大学大学院理工学研究科修士課程修了
- 2006年 - NOSIGNERとして活動を開始
- 2011年 - 震災直後、被災地の生活を支援するデザイン・飲食料・アイデアを集めたデータベースwiki「OLIVE[3]」を設立[4]
- 2012年 - NOSIGNER株式会社を設立
- 2014年 - 2014年 内閣官房主催「クールジャパンムーブメント推進会議」コンセプトディレクター
- 2020年 - 2021年 大阪・関西万博 ワークショップ参画有識者
- 2021年 -『進化思考』で第30回山本七平賞受賞
- 2021年 - 日本インダストリアルデザイン協会理事長に就任
- 2022年 - ベネッセ教育総合研究所「高等教育の未来を考える会」座長
- 2023年 - 環境省「気候変動適応策のデザイン戦略」ディレクター
- 2023年 - 経済産業省「これからのデザイン政策を考える委員会」委員

## 著書
- 『進化思考 生き残るコンセプトをつくる「変異と適応」』海士の風,英治出版 (発売) 2021.4

## 主な受賞
- 2016年
  - iF Design Award 受賞
  - German Design Award 2016 受賞
  - Design Intelligence Award DIA Excellence賞　受賞
  - D&AD Award Wood Pencil　受賞
  - DSA (JAPAN DESIGN SPACE ASSOCIATION AWARD) BEST50賞

- 2015年
  - ウッドデザイン賞2015 ライフスタイル部門　入賞
  - 宮島口まちづくり国際コンペ　優秀賞
  - Design for Asia Award　金賞・銀賞・銅賞
  - DSA (JAPAN DESIGN SPACE ASSOCIATION AWARD)　入賞
  - Red Dot Award 受賞
  - 日本パッケージデザイン大賞　銅賞

- 2014年
  - Design for Asia Award　銅賞
  - PENTAWARDS　金賞

- 2013年
  - GOOD DESIGN AWARD
  - INSIDE AWARD : SHORTLIST
  - SDA (JAPAN SIGN DESIGN ASSOCIATION AWARD)　金賞
  - DSA (JAPAN DESIGN SPACE ASSOCIATION AWARD)　金賞
  - WALLPAPER* DESIGN AWARDS 2013 BEST OF THE REST
  - シーバスブラザーズ・ヤングアントレプレナー基金2013　受賞

- 2012年
  - SMART DESIGN AWARD / TO KNOW SECTION　大賞
  - DSA (JAPAN DESIGN SPACE ASSOCIATION AWARD)　奨励賞
  - SDA賞 ( 日本サインデザイン賞 ) 　WINNING A PRIZE
  - DESIGN FOR ASIA AWARD　銀賞
  - KIDS DESIGN AWARD　特別賞(AERU)

- 2011年
  - Design for Asia Award　大賞[5]
  - Design for Asia Award　技術特別賞[5]
  - Design for Asia Award　銀賞[5]
  - People of the Year
  - The Great Indoor s Award Show&Cell 部門 BEST5
  - 日本パッケージデザイン大賞　銅賞

- 2010年
  - Design for Asia Award 銅賞（香港）
  - Design for Asia Award 銅賞（香港）
  - 第 16 回 CS デザイン賞　優秀賞
  - D&AD 銅賞（サイン計画部門：英国）
  - D&AD 銅賞（パッケージデザイン部門：英国）
  - JIDA（日本インダストリアルデザイナー協会）デザインミュージアム　コレクション収蔵（TRUSS）

- 2009年
  - Design for Asia Award 銀賞（香港）
  - Design for Asia Award 銅賞（香港）
  - The Great Indoors Award Show&Cell 部門 BEST5
  - NYADC Young Guns 7 （世界の若手アートディレクター TOP50）[6]
  - PENTAWARDS PLATINUM AWARD（ベルギー：食品パッケージデザイン世界最優秀賞）[7]
  - グッドデザイン賞[要説明][8]
  - SDA賞 ( 日本サインデザイン賞 ) 　審査員特別賞
  - JCD賞 ( 日本商空間デザイン賞 ) 　銀賞
  - DDA賞 ( 日本ディスプレイデザイン賞 )　奨励賞
  - iF デザイン賞 ( ドイツ )

- 2008年
  - Design for Asia Award 銀賞
  - SDA賞 優秀賞
  - JCD賞 銀賞
  - DDA賞 　奨励賞
  - JIDA デザインミュージアム　コレクション収蔵（an chair ）

- 2007年
  - ロンドンデザインミュージアム　コレクション収蔵（en）
  - Daily Casa Award 2007 by Casa BRUTUS 新人賞
  - グッドデザイン賞[要説明][8]
  - 神戸ビエンナーレ　実行委員会特別賞
  - JWDA Web Design Award　優秀賞（個人部門）

- 2006年
  - web アーティスト発掘プログラム年賀状デザインコンテスト　最優秀賞
  - しずおかデジタルコンテンツグランプリ　優秀賞

- 2005年
  - Vantanインテリア雑貨デザインコンペティション家具部門　最優秀賞
  - 第一回徳島木製家具デザインコンペティション　優秀賞
  - Globe Contest 国際パッケージデザイン賞　優秀賞
  - リフォーム&リニューアル設計コンテスト2005　審査員特別賞環境賞

## 主な作品・製品
- 東京防災（2015年）